# Mark Hollis
Mark David Hollis (Tottenham, Londres, 4 de enero de 1955-25 de febrero de 2019) fue un cantante, músico y compositor británico, conocido por haber liderado al grupo de synth pop Talk Talk.

## Biografía
Hollis nació en Londres el 4 de enero del año 1955, y era el hermano menor de Ed Hollis, un productor y disc jockey que fue mánager de bandas como Eddie and the Hot Rods. Hollis originalmente pensaba estudiar psicología infantil, pero dejó la universidad en 1975 y formó una banda llamada The Reaction, la cual grabó un demo para Island Records que incluía una canción escrita por Hollis. Luego de editar un sencillo el grupo se separó, y por medio de su hermano, Hollis conoció a Paul Webb, Lee Harris, y Simon Brenner, con quienes formó Talk Talk.
Talk Talk editó su primer álbum en 1982 y presentaba un sonido similar al de las bandas de synth pop y New Romantic de la época, en parte debido a que el sello del grupo, EMI, intentó promocionarlos de forma similar a otra de sus bandas, Duran Duran, a pesar de que Hollis estaba más interesado en la música de artistas como Otis Redding, Burt Bacharach y Can. Sin embargo, en los siguientes álbumes la banda trabajaría con el productor Tim Friese-Greene, logrando mayor éxito comercial, y Hollis comenzaría a explorar un sonido minimalista más orgánico y atmosférico con influencias de jazz, alejándose de las convenciones pop. Debido a esto los dos últimos álbumes de Talk Talk, Spirit of Eden y Laughing Stock, recibieron buenas críticas pero no fueron tan exitosos en el mercado como sus antecesores. El grupo se separaría y Hollis tardaría siete años en volver a editar material. Su único álbum solista, editado en 1998, se tituló Mark Hollis y presentó un sonido estilísticamente similar a los últimos álbumes de Talk Talk. Ese mismo año colaboró con Phill Brown y Dave Allison en el álbum A/V Installation, bajo el pseudónimo de John Cope, y participó en un álbum de Anja Garbarek (Smiling and Waving, editado en el año 2001) y tocó el piano en una canción de Unkle ("Chaos"), antes de retirarse del mundo de la música. Trabajó en la supervisión del álbum tributo llamado Spirit of Talk Talk, con colaboración de Alan Wilder (Recoil) entre otros, que salió a la luz en mayo de 2012.

### Muerte
Mark Hollis falleció el 25 de febrero de 2019 a los 64 años por causas no informadas oficialmente. «Ha muerto después de una breve enfermedad de la que nunca se recuperó», informó al día siguiente su mánager Keith Aspen, en lo que hasta hoy sigue siendo un misterio la causa de su deceso.

## Discografía

### Con Talk Talk
- The Party's Over (1982)
- It's My Life (1984)
- The Colour of Spring (1986)
- Spirit of Eden (1988)
- Laughing Stock (1991)

### Como solista
- Mark Hollis (1998)